# Campionati del mondo di atletica leggera indoor 2025 - 60 metri ostacoli maschili
La gara dei 60 metri ostacoli maschili dei campionati del mondo di atletica leggera indoor 2025 si è svolta il 22 marzo 2025 a Nanchino.

## Podio
| Pos.    | Atleta          | Nazionalità | Tempo |
| ------- | --------------- | ----------- | ----- |
| Oro     | Grant Holloway  | Stati Uniti | 7"42  |
| Argento | Wilhem Belocian | Francia     | 7"54  |
| Bronzo  | Liu Junxi       | Cina        | 7"55  |

## Situazione pre-gara

### Record
Prima di questa competizione, il record del mondo e il record dei campionati erano i seguenti.
| Record                | Prestazione | Atleta                     | Data e luogo                              | Competizione                     |
| --------------------- | ----------- | -------------------------- | ----------------------------------------- | -------------------------------- |
| Record mondiale       | 7"27        | Grant Holloway Stati Uniti | 16 febbraio 2024 Albuquerque, Stati Uniti | Campionati statunitensi indoor   |
| Record dei campionati | 7"29        | Grant Holloway Stati Uniti | 20 marzo 2022 Belgrado, Serbia            | Campionati del mondo indoor 2022 |

## Qualificazioni
Per i 60 metri ostacoli maschili il periodo di qualifica andava dal 1º settembre 2024 al 9 marzo 2025. Gli atleti potevano ottenere la qualificazione rientrando nello standard di 7"57, con una wildcard o in base al loro piazzamento nel World Athletics Rankings.

## Risultati

### Batterie di qualificazione
Le batterie di qualificazione si sono tenute il 22 marzo a partire dalle ore 10:25.
Passano alle semifinali i primi quattro atleti di ogni batteria (Q) e i successivi quattro atleti più veloci (q).

#### Batteria 1
| Pos | Corsia | Atleta                | Nazionalità | Tempo | Note |
| --- | ------ | --------------------- | ----------- | ----- | ---- |
| 1   | 3      | Qin Weibo             | Cina        | 7"64  | Q    |
| 2   | 5      | Michael Obasuyi       | Belgio      | 7"67  | Q    |
| 3   | 8      | Demario Pince         | Giamaica    | 7"70  | Q    |
| 4   | 2      | Richard Diawara       | Mali        | 7"79  | Q    |
| 5   | 4      | Abdel Kader Larrinaga | Portogallo  | 7"81  | q    |
| 6   | 7      | Yousuf Badawy Sayed   | Egitto      | 7"99  |      |
| 7   | 6      | Dániel Eszes          | Ungheria    | 8"07  |      |

#### Batteria 2
| Pos | Corsia | Atleta              | Nazionalità | Tempo | Note |
| --- | ------ | ------------------- | ----------- | ----- | ---- |
| 1   | 7      | Grant Holloway      | Stati Uniti | 7"49  | Q    |
| 2   | 4      | Wilhem Belocian     | Francia     | 7"58  | Q    |
| 3   | 3      | Krzysztof Kiljan    | Polonia     | 7"71  | Q    |
| 4   | 2      | Oumar Doudai Abakar | Qatar       | 7"75  | Q    |
| 5   | 6      | Tetsuo Nishi        | Giappone    | 7"79  | q    |
| 6   | 5      | Mikdat Sevler       | Turchia     | 7"84  | q    |

#### Batteria 3
| Pos | Corsia | Atleta            | Nazionalità | Tempo       | Note |
| --- | ------ | ----------------- | ----------- | ----------- | ---- |
| 1   | 4      | Lorenzo Simonelli | Italia      | 7"61 (.609) | Q    |
| 2   | 5      | Jerome Campbell   | Giamaica    | 7"61 (.610) | Q    |
| 3   | 6      | Rafael Pereira    | Brasile     | 7"65        | Q    |
| 4   | 7      | Bálint Szeles     | Ungheria    | 7"89        | Q    |
| -   | 3      | Yaqoub Al-Youha   | Kuwait      | dnf         |      |
| -   | 2      | Jonáš Kolomaznik  | Rep. Ceca   | dq          |      |

#### Batteria 4
| Pos | Corsia | Atleta                  | Nazionalità | Tempo       | Note |
| --- | ------ | ----------------------- | ----------- | ----------- | ---- |
| 1   | 6      | Cameron Murray          | Stati Uniti | 7"68        | Q    |
| 2   | 2      | Eduardo Rodrigues       | Brasile     | 7"75        | Q    |
| 3   | 4      | Alin Ionut Anton        | Romania     | 7"85 (.844) | Q    |
| 4   | 8      | Pascal Martinot-Lagarde | Francia     | 7"85 (.844) | Q    |
| 5   | 5      | Kaweesha Bandara        | Sri Lanka   | 7"87        | q    |
| 6   | 7      | Filip Jakob Demšar      | Slovenia    | 7"89        |      |
| 7   | 3      | Luka Trgovčević         | Serbia      | 8"10        |      |

#### Batteria 5
| Pos | Corsia | Atleta               | Nazionalità | Tempo       | Note |
| --- | ------ | -------------------- | ----------- | ----------- | ---- |
| 1   | 4      | Jakub Szymański      | Polonia     | 7"55        | Q    |
| 2   | 6      | Liu Junxi            | Cina        | 7"64        | Q    |
| 3   | 2      | Jeremie Lararaudeuse | Mauritius   | 7"72        | Q    |
| 4   | 5      | Nikkolia Kennedy     | Barbados    | 7"89 (.881) | Q    |
| 5   | 8      | Nicolò Giacalone     | Italia      | 7"89 (.890) |      |
| 6   | 7      | Saguirou Badamassi   | Niger       | 7"97        |      |
| 7   | 1      | Yaqoub Al-Youha      | Kuwait      | 8"50        |      |
| 8   | 3      | Alexander Männel     | Paraguay    | 8"51        |      |

### Semifinali
Le semifinali si sono tenute il 22 marzo a partire dalle ore 19:50.
Passano alla finale i primi due atleti di ogni batteria (Q) e i successivi due atleti più veloci (q).

#### Semifinale 1
| Pos | Corsia | Atleta               | Nazionalità | Tempo | Note             |
| --- | ------ | -------------------- | ----------- | ----- | ---------------- |
| 1   | 6      | Demario Pince        | Giamaica    | 7"60  | Q                |
| 2   | 4      | Qin Weibo            | Cina        | 7"60  | Q                |
| 3   | 3      | Jakub Szymański      | Polonia     | 7"63  |                  |
| 4   | 7      | Oumar Doudai Abakar  | Qatar       | 7"66  | Record nazionale |
| 5   | 2      | Jeremie Lararaudeuse | Mauritius   | 7"77  |                  |
| 6   | 8      | Mikdat Sevler        | Turchia     | 7"81  |                  |
| 7   | 1      | Bálint Szeles        | Ungheria    | 7"89  |                  |
| -   | 5      | Cameron Murray       | Stati Uniti | dq    |                  |

#### Semifinale 2
| Pos | Corsia | Atleta                  | Nazionalità | Tempo | Note |
| --- | ------ | ----------------------- | ----------- | ----- | ---- |
| 1   | 6      | Liu Junxi               | Cina        | 7"51  | Q    |
| 2   | 3      | Lorenzo Simonelli       | Italia      | 7"55  | Q    |
| 3   | 5      | Michael Obasuyi         | Belgio      | 7"61  | q    |
| 4   | 2      | Pascal Martinot-Lagarde | Francia     | 7"69  |      |
| 5   | 7      | Alin Ionut Anton        | Romania     | 7"77  |      |
| 6   | 8      | Tetsuo Nishi            | Giappone    | 7"83  |      |
| 7   | 1      | Abdel Kader Larrinaga   | Portogallo  | 7"84  |      |
| 8   | 4      | Eduardo Rodrigues       | Brasile     | 7"85  |      |

#### Semifinale 3
| Pos | Corsia | Atleta           | Nazionalità | Tempo | Note                                     |
| --- | ------ | ---------------- | ----------- | ----- | ---------------------------------------- |
| 1   | 4      | Grant Holloway   | Stati Uniti | 7"48  | Q                                        |
| 2   | 6      | Wilhem Belocian  | Francia     | 7"51  | Q                                        |
| 3   | 5      | Jerome Campbell  | Giamaica    | 7"61  | q                                        |
| 4   | 4      | Rafael Pereira   | Brasile     | 7"67  |                                          |
| 5   | 7      | Krzysztof Kiljan | Polonia     | 7"68  |                                          |
| 6   | 2      | Richard Diawara  | Mali        | 7"79  | Miglior prestazione personale stagionale |
| 7   | 8      | Kaweesha Bandara | Sri Lanka   | 24"33 |                                          |
| -   | 1      | Nikkolia Kennedy | Barbados    | dnf   |                                          |

### Finale
La finale si è tenuta il 22 marzo alle ore 21:05.
| Pos     | Corsia | Atleta            | Nazionalità | Tempo | Note |
| ------- | ------ | ----------------- | ----------- | ----- | ---- |
| Oro     | 6      | Grant Holloway    | Stati Uniti | 7"42  |      |
| Argento | 5      | Wilhem Belocian   | Francia     | 7"54  |      |
| Bronzo  | 4      | Liu Junxi         | Cina        | 7"55  |      |
| 4       | 3      | Lorenzo Simonelli | Italia      | 7"60  |      |
| 5       | 2      | Michael Obasuyi   | Belgio      | 7"60  |      |
| 6       | 5      | Demario Pince     | Giamaica    | 7"63  |      |
| 7       | 8      | Jerome Campbell   | Giamaica    | 7"71  |      |
| 8       | 7      | Qin Weibo         | Cina        | 7"72  |      |